# Pont d'Emmerich
Le pont d'Emmerich (allemand : Rheinbrücke Emmerich) est un pont suspendu situé à Emmerich am Rhein, dans le Land de Rhénanie-du-Nord-Westphalie en Allemagne.
Il est le plus long pont suspendu d'Allemagne avec une portée principale de 500 mètres.

## Description
Le pont supporte la Bundesstraße 220 entre Emmerich am Rhein et Clèves et franchit le Rhin. Il est conçu par Heinrich Bartmann et Hellmut Homberg, sa construction est réalisée de 1962 à 1965 et l'inauguration a lieu le 3 septembre 1965. D'une longueur de 1 228 mètres, ses deux pylônes culminent à 76,7 mètres de hauteur (74,15 mètres depuis le niveau des quais).

## Galerie

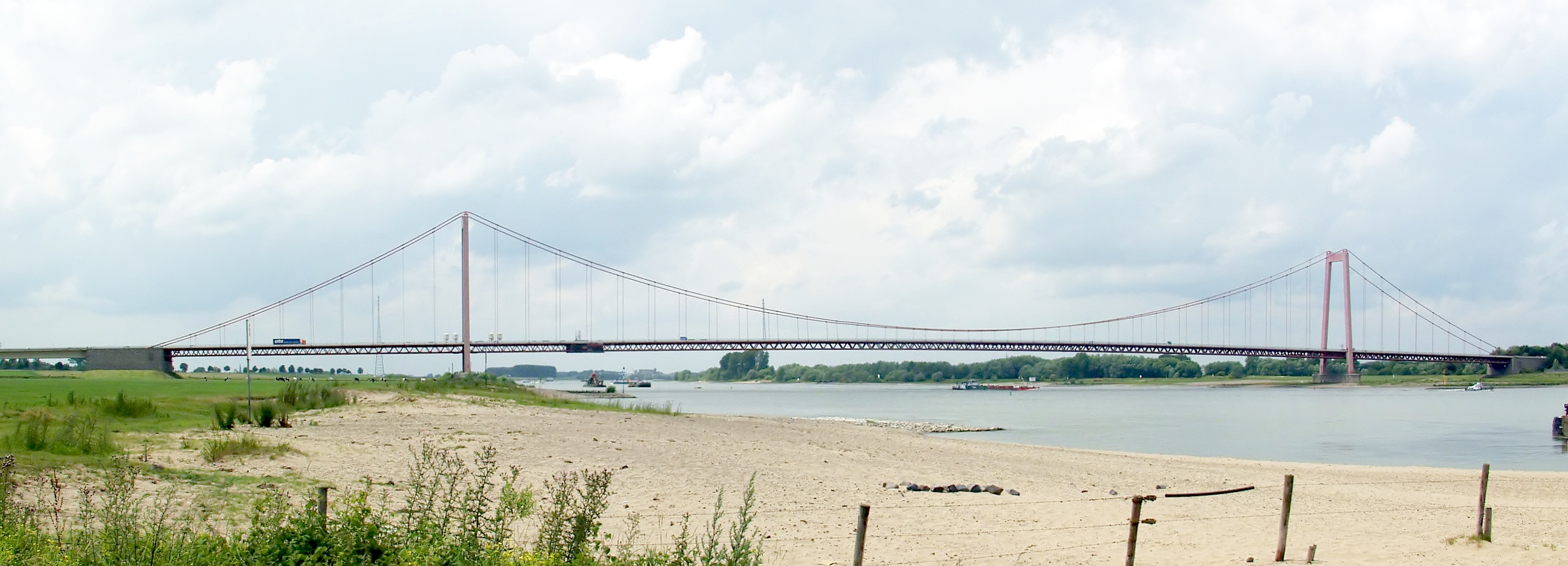
panorama
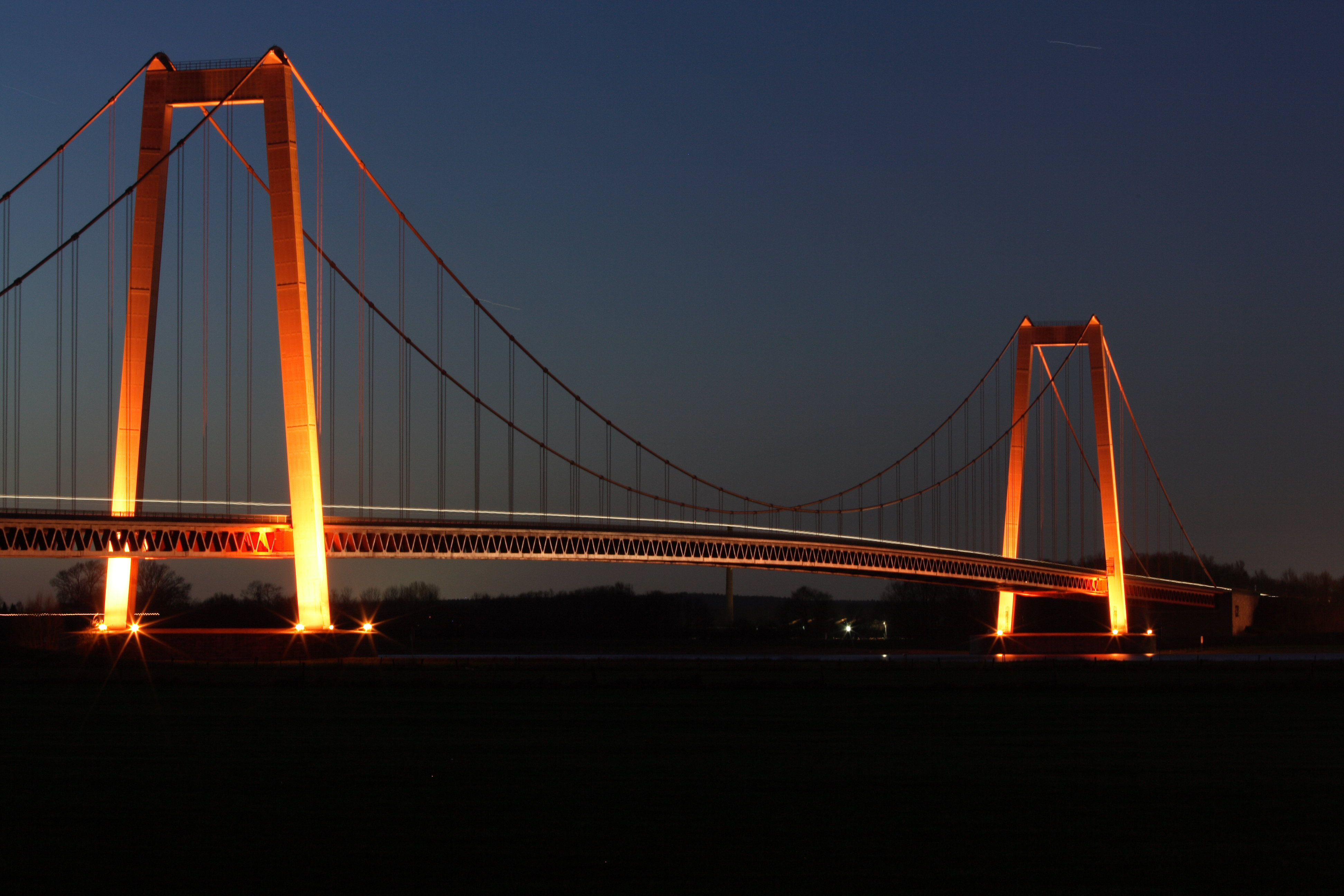
vue de nuit
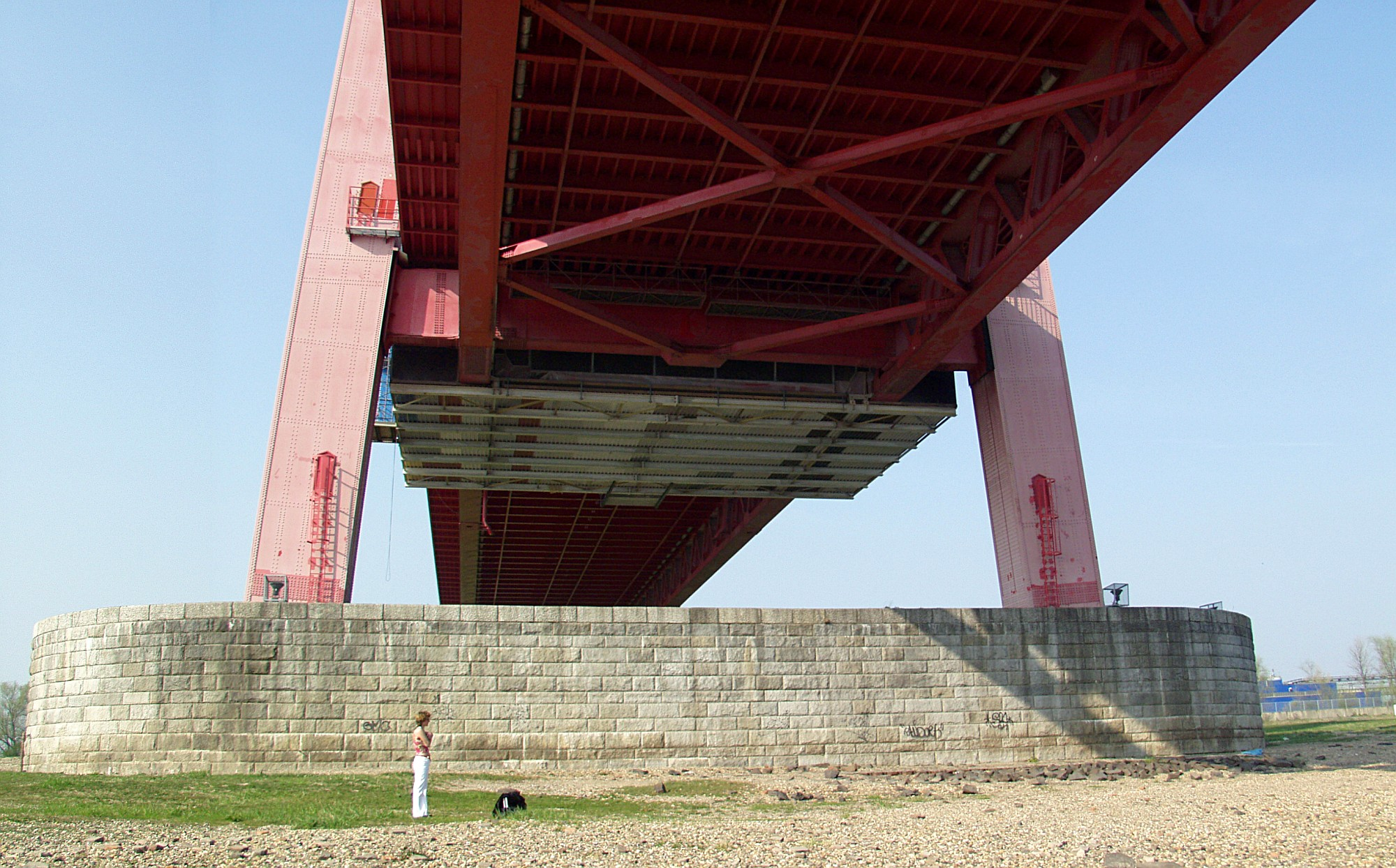
pile nord
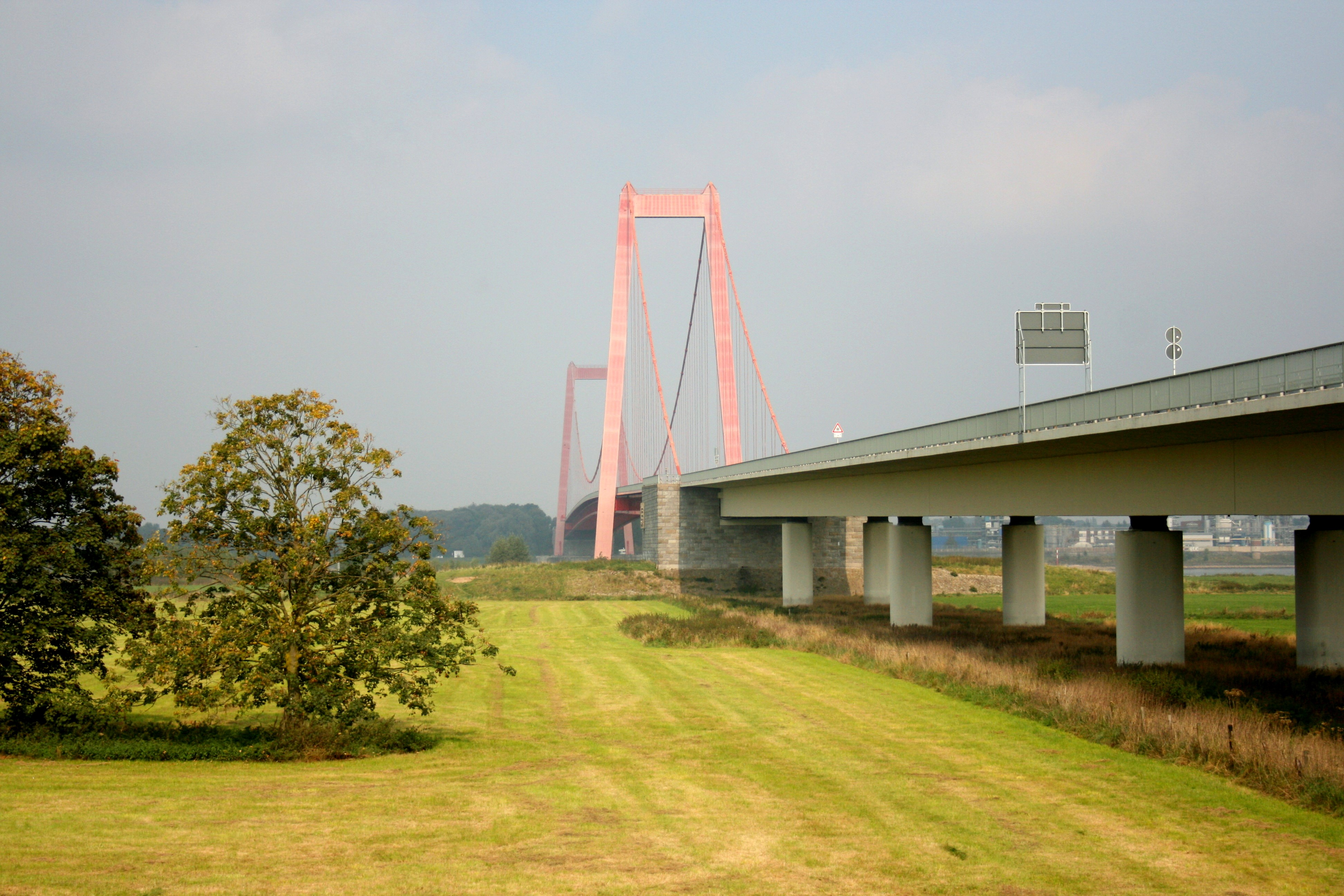
viaduc d'accès